# Jhonny Rentería
Jhonny Alexander Rentería Jiménez (* 26. März 1997 in Cali) ist ein kolumbianischer Sprinter, der sich auf den 100-Meter-Lauf spezialisiert hat und aktuell Inhaber des Landesrekordes über diese Distanz ist. Mit der kolumbianischen 4-mal-100-Meter-Staffel siegte er 2018 bei den Südamerikaspielen.

## Sportliche Laufbahn
Erste Erfahrungen bei internationalen Meisterschaften sammelte Jhonny Rentería im Jahr 2014, als er bei den Jugendsüdamerikameisterschaften in Cali in 10,61 s die Goldmedaille im 100-Meter-Lauf gewann. Im Jahr darauf belegte er bei den Panamerikanischen Juniorenmeisterschaften in Edmonton in 10,60 s den fünften Platz und 2016 erreichte er bei den U20-Weltmeisterschaften in Bydgoszcz das Halbfinale über 100 Meter, in dem er mit 10,53 s ausschied. Anschließend gewann er bei den U23-Südamerikameisterschaften in Lima in 10,41 s die Silbermedaille hinter dem Brasilianer Rodrigo do Nascimento und sicherte sich mit der kolumbianischen 4-mal-100-Meter-Staffel in 40,70 s die Silbermedaille hinter Brasilien. 2017 wurde er bei den Südamerikameisterschaften in Luque in 10,31 s Fünfter und gewann mit der Staffel in 39,67 s die Silbermedaille hinter dem Team aus Brasilien. Anschließend gewann er bei den Juegos Bolivarianos in Santa Marta in 10,44 s die Bronzemedaille hinter dem Ecuadorianer Álex Quiñónez und seinem Landsmann Diego Palomeque. Zudem gewann er mit der Staffel in 39,58 s die Silbermedaille hinter der Mannschaft aus Venezuela.
2018 nahm er erstmals an den Südamerikaspielen in Cochabamba teil und siegte dort mit der Staffel in 38,97 s und erreichte über 100 Meter in 10,25 s Rang viert. Anschließend siegte er bei den U23-Südamerikameisterschaften in Cuenca in 40,08 s mit der Staffel und wurde im Einzelbewerb disqualifiziert. Zuvor erreichte er bei den Zentralamerika- und Karibikspielen (CAC) in Barranquilla das Halbfinale über 100 Meter und schied dort mit 10,25 s aus, während er mit der Staffel in 39,17 s auf Rang sechs gelangte. 2019 klassierte er sich bei den Südamerikameisterschaften in Lima in 10,56 s auf dem vierten Platz, gewann aber mit der Staffel in 39,94 s die Bronzemedaille hinter den Teams aus Venezuela und Brasilien. Über 100 Meter startete er anschließend bei den Panamerikanischen Spielen ebendort, scheiterte dort aber mit 10,43 s in der ersten Runde. 2021 klassierte er sich bei den Südamerikameisterschaften in Guayaquil mit 10,50 s auf dem siebten Platz über 100 Meter und gewann in 39,65 s gemeinsam mit Jhon Paredes, Carlos Palacios und Arnovis Dalmero die Silbermedaille in der 4-mal-100-Meter-Staffel hinter Brasilien. Im Jahr darauf schied er bei den Juegos Bolivarianos in Valledupar mit 10,87 s im Vorlauf über 100 Meter aus und belegte mit der Staffel in 40,19 s den vierten Platz. Anschließend gewann er bei den Südamerikaspielen in Asunción in 39,74 s gemeinsam mit Carlos Flórez, Óscar Baltán und Carlos Palacios die Bronzemedaille im Staffelbewerb hinter den Teams aus Venezuela und Paraguay.
2023 belegte er bei den Zentralamerika- und Karibikspielen in San Salvador in 39,45 s den vierten Platz in der 4-mal-100-Meter-Staffel und anschließend kam er bei den Südamerikameisterschaften in São Paulo mit der Staffel nicht ins Ziel. Bei den World Athletics Relays 2024 in Nassau gelangte er mit der 4-mal-100-Meter-Staffel mit 39,20 s auf den siebten Platz im D-Lauf der 1. Qualifikationsrunde für die Olympischen Spiele. Kurz darauf schied er bei den Ibero-Amerikanischen Meisterschaften in Cuiabá mit 10,38 s im Vorlauf über 100 Meter aus und sicherte sich im Staffelbewerb in 39,23 s die Silbermedaille hinter Brasilien. Im Juni stellte er in Bilbao mit 9,97 s einen neuen Landesrekord über 100 Meter auf und qualifizierte sich damit für die Olympischen Sommerspiele in Paris, bei denen er mit 10,38 s in der ersten Runde ausschied. 2025 siegte er mit der Staffel in 39,58 s gemeinsam mit Carlos Palacios, Neiker Abello und Carlos Flórez bei den Südamerikameisterschaften in Mar del Plata. 
In den Jahren von 2016 bis 2018 sowie 2021 wurde Rentería kolumbianischer Meister in der 4-mal-100-Meter-Staffel sowie 2021 auch im 100-Meter-Lauf.

## Persönliche Bestzeiten
- 100 Meter: 9,97 s (+1,5 m/s), 18. Juni 2024 in Bilbao (kolumbianischer Rekord)
  - 60 Meter (Halle): 6,65 s, 23. Februar 2019 in Göteborg (kolumbianischer Rekord)
- 200 Meter: 20,95 s (+0,5 m/s), 11. Juni 2017 in Medellín
  - 200 Meter (Halle): 22,57 s, 1. Februar 2020 in Iowa City